# 万乗
万乗（ばんじょう）は元代、江西で反乱を起こした杜可用が建てた私年号。1280年旧4月。

## 西暦との対照表
| 万乗 | 元年   |
| 西暦 | 1280年 |
| 干支 | 庚辰   |